# Kevin Boulogne
Kevin Boulogne, nascut el 19 de març de 1986 a Liborna (Gironda), és un jugador de rugbi a 15 francès de la USAP (1,75 m el 74 kg). Va ser internacional sub-18 francesa i no inclou el pol de Marcoussis en 2003 després de la seva integració en el grup de professionals del Castres Olympique.

## Carrera
- 1992 - 2001 : Hagondange
- 2001 - 2006 : Castres Olympique
- 2006 - 2010: Sporting Club Albigeois
- 2010 -...: USAP

### Palmarès
- Selecció de França - 18: Campió d'Europa